# 뮨: 달의 요정
《뮨: 달의 요정》(프랑스어: Mune : Le Gardien de la Lune)은 2015년 공개된 프랑스의 판타지 애니메이션 영화이다.

## 줄거리
한 마법의 나라에는 대를 이어 태양과 달을 지켜온 수호자들이 있다. 어느 날 타락하여 지하세계에서 지내던 옛 태양의 수호자가 태양을 훔쳐 세상을 암흑으로 만들고 달 역시 파괴될 위기에 처한다. 이제 막 새롭게 임명된 태양과 달의 수호자들은 태양을 되찾고 세상을 구하기 위해 모험을 떠난다.

## 성우진
| 배역      | 프랑스어 성우       | 한국어 성우 |
| --------- | ------------------- | ----------- |
| 뮨        | 미카엘 그레고리오   | 남도형      |
| 소흔      | 오마르 시           | 송준석      |
| 글림      | 이지아 이즐랭       | 김하영      |
| 네크로스  | 에리크 에르송마카렐 | 시영준      |
| 리윤      | 페오도르 아트킨     | 정영웅      |
| 스플린    | 파브리스 조소       | 김혜성      |
| 포스포    | 파트리크 푸아베     | 이재범      |
| 조랄      | 장 클로드 돈다      | 이현        |
| 율        | 브누아 알만         | 신경선      |
| 글림 아빠 | 파트리크 프레장     | 안효민      |
| 뮨 아빠   | 다미앵 부아소       | 신경선      |
| 크랙      | 파트리스 도지에     | 정영웅      |
| 주니치    | 에마뉘엘 퀴르틸     | 김혜성      |